# Christian Riesbeck
Christian Heribert Riesbeck, né le 7 février 1970 à Montréal au Québec, est un prélat canadien de l'Église catholique. Depuis 2019, il est l'évêque du diocèse de Saint-Jean au Nouveau-Brunswick. De 2014 à 2019, il était évêque auxiliaire de l'archidiocèse d'Ottawa en Ontario.

## Biographie
Christian Heribert Riesbeck est né le 7 février 1970 à Montréal au Québec,,. Il a étudié à l'Université d'Ottawa d'où il a été diplômé d'un baccalauréat en sciences sociales. Par la suite, il a été diplômé d'un baccalauréat en théologie sacrée de l'Université Saint-Paul d'Ottawa et d'une maîtrise en théologie du séminaire Saint-Augustin de Scarborough en Ontario.
Le 12 octobre 1996, il a été ordonné prêtre pour l'archidiocèse d'Ottawa par Marcel André J. Gervais, archevêque de l'archidiocèse d'Ottawa,. En 2003, il a été incardiné au sein des Compagnons de la Croix (en), une société de vie apostolique basée à Ottawa en Ontario.
De 1996 à 2008, il a servi en tant que prêtre au sein des archidiocèses de Kingston et d'Ottawa en Ontario ainsi qu'au sein de l'archidiocèse de Galveston-Houston au Texas aux États-Unis. En décembre 2010, il a étudié le droit canon à l'Université Saint-Paul.
En janvier 2011, il a été nommé chancelier de l'archidiocèse d'Ottawa. Par la suite, il a été nommé vicaire épiscopal pour les affaires canoniques de l'archidiocèse d'Ottawa et juge du tribunal matrimonial régional d'Ottawa. De 2012 à 2014, il a également été le général supérieur adjoint des Compagnons de la Croix.
Le 7 janvier 2014, il a été nommé évêque auxiliaire de l'archidiocèse d'Ottawa et évêque titulaire du Tipasa-en-Numidie (de) par le pape François,,,,. Le 19 mars suivant, il a été consacré évêque en la basilique-cathédrale Notre-Dame d'Ottawa avec Terrence Prendergast, archevêque d'Ottawa, comme principal consécrateur et Marcel André J. Gervais, archevêque émérite d'Ottawa, et Paul-André Durocher, archevêque de Gatineau, comme principaux co-consécrateurs,. Il a notamment occupé la fonction de vicaire général de l'archidiocèse d'Ottawa.
Le 15 octobre 2019, il a été nommé évêque du diocèse de Saint-Jean au Nouveau-Brunswick où il a inauguré son épiscopat le 9 décembre suivant,,,.

## Armoiries et devise
Le blason de Christian Riesbeck comprend une colombe représentant l'Esprit Saint tenant dans son bec une hostie représentant l'Eucharistie, deux roses représentant les fleurs que la Vierge de Guadalupe a déposé dans le tilma de saint Juan Diego, deux lys représentant saint Joseph, patron du Canada et de l'archidiocèse d'Ottawa, et une croix symbolisant la Crucifixion de Jésus-Christ.
La devise de Christian Riesbeck est « Evangelii Gaudium » qui signifie « La joie de l'Évangile » en latin,. Il s'agit du titre de l'exhortation apostolique émise par le pape François en 2019, Evangelii gaudium.